# Saga (jogo eletrônico de 2008)
Saga é um jogo de estratégia de um multiplayer massivo online em tempo real. Saga é apontado como o primeiro jogo de estratégia do mundo com colecionáveis on-line em tempo real. Saga foi lançado em 4 de Março de 2008 depois de um breve período de Beta aberto, que começou a 26 de fevereiro de 2008.
Desenvolvido por Wahoo Estúdios e Silverlode Interativo, o jogo correu um Beta fechado, começando em julho 5, 2007. O título não tem custos de subscrição, em vez de ser suportado pelo lançamento da booster ou pacotes de expansão. É possível jogar uma versão gratuita do jogo, com alguns recursos bloqueados, no site oficial do Saga.
Saga , lançado em lojas de hobby em todo os Estados Unidos e o Canadá seguindo GAMA de 2008. SAGA tem uma parceria com a Aliança dos distribuidores de Jogos, GTS de Distribuição, Diamond Comics e ACD de Distribuição, com destaque para o foco no jogo e cartão de lojas para vender o booster packs.

## Enredo
Saga se passa em um mundo de fantasia onde uma velha contenda existe entre cinco deuses concorrentes. Cada Deus lidera uma facção com raças únicas e habilidades. As facções são Mágicos (Elfos negros), Máquinas (Anões), Natureza (Duendes), Guerra (Orcs e Ogros), Undead (Mortos-vivos) e de Luz (Gigantes e seres Humanos). Cada facção é diametralmente oposta a outras duas facções. Por exemplo, Máquinas odeiam a Magia (eles são naturalmente opostos, a tecnologia e o misticismo), e Máquinas também odeia Natureza (máquinas ou seres vivos). A natureza também despreza a Guerra, por sua tendência a destruir a natureza. A facção da luz é campeã da ordem e justiça, enquanto a facção da Magia mergulha profundamente em as artes negras, e o círculo se completa. Cada facção tem um ethos e uma estratégica da qualidade que a distingue, dando aos jogadores um espectro de estilos de jogo para se identificar. O sistema é projetado para criar um equilíbrio de tensão entre as facções, dando a cada facção dois arqui-inimigos e dois neutros para ir a guerra com ou formar alianças com. O resultado é um mundo onde a guerra sem fim é inevitável.
No entanto, as facções da Máquina (Anão) e da Natureza (Elf) têm de colocar de lado suas diferenças para se juntar à Ordem (Máquina, Natureza, Luz), e as facções restantes juntaram-se a Irmandade (de Guerra, Magia e Mortos-vivos). A facção dos Mortos-vivos é uma recente (2008) adição e não faz parte das cinco raças originais.

## Jogabilidade
Saga combina o trading card game (TCG) sensibilidade de Magic: The Gathering, o MMO persistência dos RPGs, a gestão do reino e de batalhas massivas de RTS com títulos como Roma: Guerra Total.
A jogabilidade em Saga é melhor descrita em dois estados: a gestão do reino e a batalha.

### Gestão do Reino
Em consonância com o RTS gênero de jogo, a jogabilidade de Saga gira em torno de gerenciamento de um persistente e online reino. A cada jogador é dado um pedaço de terra pelo Deus de sua facção, que eles devem desenvolver e melhorar. Essas melhorias incluem a construção de muralhas e torres, pesquisa sobre novas tecnologias na universidade, e colheita dos recursos disponíveis.
Os jogadores, no momento da criação da nação, escolhem o layout que ela terá. Então, enquanto os seus recursos crescem (por missões requisitadas ou por força de trabalho de camponeses), os jogadores podem construir edifícios. A construção de marcos é escolhida por um sistema chamado de "Free Build". Compilação livre permite que o usuário coloque os edifícios onde eles querem, embora não exista um limite para o número de cada prédio que o jogador pode construir. Os recursos podem ser reproduzidos em quadrados coloridos (marrom = madeira, cinza = pedra, de ouro = ouro, roxo = mana). Há um excesso destes quadrados que, então, não são limitados.
Além disso, os jogadores mantêm uma população de camponeses, que sobe e desce, dependendo da popularidade do jogador como um líder. Sendo impopulares, os líderes podem sofrer distúrbios, levando a grandes danos às estruturas e deserções em massa de camponeses. Um jogador vai ganhar camponeses através da captura de casas em missões e em PvP. Em 74 de felicidade, um camponês se motiva e em 90 ganha bônus de produção. Qualquer felicidade acima é excesso e deve ser usado para cobrar impostos de camponeses. Normalmente, se a sua felicidade é, acima de 74 você ganha 4 de camponeses em um dia.
No entanto, depois que o sistema de felicidade foi implementado em 2008, a felicidade de camponeses não é mais exibida como um valor numérico. 
A felicidade é adquirida por vencer batalhas PvP (ou missões), suborno e por ter comida suficiente e a habitação.
Em geral, tendo a felicidade em 'alegre' é considerado ideal.

### Batalha

#### Tropas
Saga emprega um sistema de booster pack para reunir as tropas. Cada jogador recebe um primeiro starter pack, como seria com um TCG, apresentando uma coleção de várias tropas. Essas tropas devem ser colocados em unidades de criar um exército. Quando mais tropas são necessárias, os jogadores compram "boosters", que são uma seleção aleatória de 10 tropas que vão desde comum a rara. Essas tropas, em seguida, podem ser convocadas para unidades já existentes, ou negociadas para outros jogadores. Através do sistema de negociação, os jogadores podem personalizar seus exércitos e trocar por exatamente o que eles estão procurando. A negociação acontece no mercado, o que também permite que recursos sejam negociadas, e as tropas para ser compradas e vendidas. Existem também sites de terceiros que vendem cartões individuais.
Unidades ganhar experiência, aumentando a sua eficácia base. Além disso, as unidades podem ser atualizadas através da coleta de armas e armaduras especiais. Cada unidade pode equipar uma armadura e uma arma. Este equipamento é obtido através de Missões contra adversários controlados pelo computador. Armaduras e armas são subdivididos em vários tipos. Por exemplo, dragões usam alas e encantos, enquanto unidades mecânicas (às vezes chamados de "máquina", para não ser confundido com a facção de Máquinas) principalmente, usam o cerco mudanças e placas.

#### Combate
Combate na Saga é em tempo real, de acordo com o RTS gênero, e consiste de manobras de unidades ao redor do campo para lutar e ganhar uma vantagem sobre o inimigo. Magias, habilidades especiais e reforços adicionam as várias estratégias que podem ser empregadas para ganhar uma vantagem. As batalhas podem ser lutas contra adversários controlados pelo computador, através do sistema de Busca, ou contra outros jogadores em batalhas PvP. Enquanto quests largamente tomam lugar dentro de campos de batalha neutros em todo o mundo da Saga, batalhas PvP são conflitos de cidade em cidade entre os competidores. Batalhas PvP podem ser travadas entre dois ou quatro jogadores, em times, ou como um free-for-all. No PvP, os dois (ou quatro) jogadores têm seus reinos costurados juntos, de modo que as batalhas acontecem em cima de suas terras. Sendo um mundo persistente, os danos causados durante batalhas PvP em modo 'hardcore' afetam as cidades de fato, incluindo-se a pilhagem e a destruição do adversário edifícios, e a morte de tropas. Tropas mortas podem ser ressuscitadas em templos usando de Deus a seu favor, um combate baseado em recursos. Batalhas PvP podem ser combatido em modo de "disputas', que permite aos jogadores competir sem qualquer dano permanente que está sendo feito para os seus reinos ou tropas; nenhuma experiência ou recompensas de recursos são acumulados através de jogos de "disputa". Batalhas travadas no modo "normal' vão resultar na morte de soldados, mas os danos em construções não irão permanecer. No entanto, as recompensas são menos do que em modo 'hardcore' . É prática comum entre amistosos ter um acordo de não danificar excessivamente os edifícios durante um a batalha no modo 'hardcore'. Portanto, ambas as partes recebem recompensas de batalha por estarem jogando neste modo, enquanto o dano infligido que se mantém é mínimo.

## SAGA Online na Europa
Em 8 de outubro de 2009 a Deep Silver anunciou SAGA On-line, para a Europa e configurou a pré-inscrição para o teste beta fechado em dezembro de 2009. O teste beta fechado começou em 16 de Março de 2010 16 de Março de 2010, e no Site oficial da SAGA Online UE Site oficial da SAGA Online UE lançado uma semana após o beta fechado começar.